# Trébabu
 Trébabu  (en bretón Trebabu) es una población y comuna francesa, situada en la región de Bretaña, departamento de Finisterre, en el distrito de Brest y cantón de Saint-Renan.

## Demografía
| 204 | 200 | 174 | 273 | 346 | 340 |
| Para los censos de 1962 a 1999 la población legal corresponde a la población sin duplicidades (Fuente: INSEE [Consultar]) |     |     |     |     |     |